# Setomima pseudosplendens
Setomima pseudosplendens är en tvåvingeart som beskrevs av Duckhouse 1987. Setomima pseudosplendens ingår i släktet Setomima och familjen fjärilsmyggor.
Artens utbredningsområde är Kongo. Inga underarter finns listade i Catalogue of Life.